# Социальный проект «ВТБ – России»
«ВТБ – России» – проект, рассказывающий о спонсорской и благотворительной деятельности банка ВТБ в спорте, культуре и социальной сфере.

## История
В 2008 году ВТБ стал первым российским банком, который выпустил свой социальный отчет, взяв за основу практику международных банков.  В 2010 году ВТБ запустил интернет-проект «ВТБ – России», рассказывающий о спонсорской и благотворительной деятельности, а также проектах партнеров банка, в числе которых:
- Футбольный клуб «Динамо»
- Хоккейный клуб «Динамо»
- Раллийная команда «Камаз-Мастер»
- Единая Лига ВТБ
- Всероссийская Федерация волейбола
- Федерация спортивной гимнастики России
- Международный турнир «ВТБ Кубок Кремля»
- Проект общественного проката «Велобайк»
- Российский этап «Формулы-1» в Сочи — Formula 1 VTB Russian Grand Prix
- Большой театр
- Мариинский театр
- ГМИИ им. А.С. Пушкина
- Третьяковская галерея
- Русский музей
- Государственный Эрмитаж
- Еврейский музей и центр толерантности
- Театр Мастерская П.Фоменко
- Театр балета Бориса Эйфмана

В октябре 2011 года проект «ВТБ-России» был представлен в театре «Мастерская П. Фоменко».

## Деятельность
Проект «ВТБ-России» по сути, является регулярным онлайн-СМИ, черпающим информационные поводы в спортивных, культурных событиях, связанных со спонсорской и благотворительной деятельностью банка..
Используется комплексный подход к освещению событий: 
- Статьи
- Видео
- Интервью
- Тесты
- Спецпроекты

#### Спортивная страна
ВТБ активно способствует развитию высших спортивных достижений в России в рамках глобальной программы «Спортивная страна». На Олимпиаде в Рио спортсмены из федераций, поддерживаемых банком ВТБ, завоевали 8 медалей, на зимней Олимпиаде в Пхёнчхане — золотые медали в мужском хоккейном турнире. Команда «КАМАЗ-мастер» 17 раз побеждала в легендарном ралли-марафоне «Дакар». В 2019 году мужская сборная по волейболу одержала победу в Волейбольной Лиге наций. На чемпионате мира по спортивной гимнастике в Штутгарте в 2019 году мужская сборная России впервые в истории страны завоевала золотые медали в командном многоборье.

#### Культурная страна
ВТБ активно участвует в культурной жизни страны в рамках общебанковской программы «Культурная страна». Ежегодно при поддержке банка осуществляются грандиозные выставочные проекты, проходят театральные премьеры на главных сценах страны, на экраны выходят художественные фильмы.
ВТБ поддерживает проекты, направленные на сохранение и развитие культурного наследия страны. Давние партнерские отношения связывают банк с Третьяковской галереей, Большим театром, Пушкинским музеем, Еврейским музеем и центром толерантности, Мастерской Петра Фоменко, Русским музеем, Эрмитажем, Мариинским театром.

#### Здоровая страна
Важнейшее направление социальной деятельности банка ВТБ — поддержка российского здравоохранения, а также помощь уязвимым категориям населения (пожилым людям, сиротам и инвалидам). Банк не только реализует несколько долгосрочных программ, но и делает разовые пожертвования. В числе фондов, которым помогает банк, «Дом с маяком», «Старость в радость», «Подсолнух».
В рамках собственной благотворительной программы «Мир без слез», которая реализуется с 2003 года, ВТБ оказал помощь сотням детских больниц в разных регионах России.
Еще один долгосрочный проект — это сотрудничество с Всемирным фондом дикой природы (WWF России) с целью сохранения популяции крупных кошачьих в регионах России. Средства, выделенные ВТБ, направляются на сохранение редких видов кошачьих: тигра, леопарда, снежного барса. В рамках проекта были проведены исследования для получения новых ценных данных о популяциях этих кошек, оказана техническая поддержка особо охраняемым природным территориям, на которых обитают животные, оснащены антибраконьерские бригады.

#### Образованная страна
Поддержка образовательных российских проектов является одним из приоритетных направлений социальной деятельности ВТБ. Ярким примером этому служат совместные проекты банка с Высшей школой экономики, в рамках которых сотни студентов ежегодно получают уникальную возможность «без купюр» пообщаться с ведущими российскими экспертами в области финансов.
Посещаемость сайта по данным Яндекс.Метрики в 2020 году составила 1,64 миллиона человек.

## Награды
В 2011 году портал получил премию Рунета в номинации «Государство и общество».